# Dundry
Dundry is een civil parish in het bestuurlijke gebied North Somerset, in het Engelse graafschap Somerset met 829 inwoners.

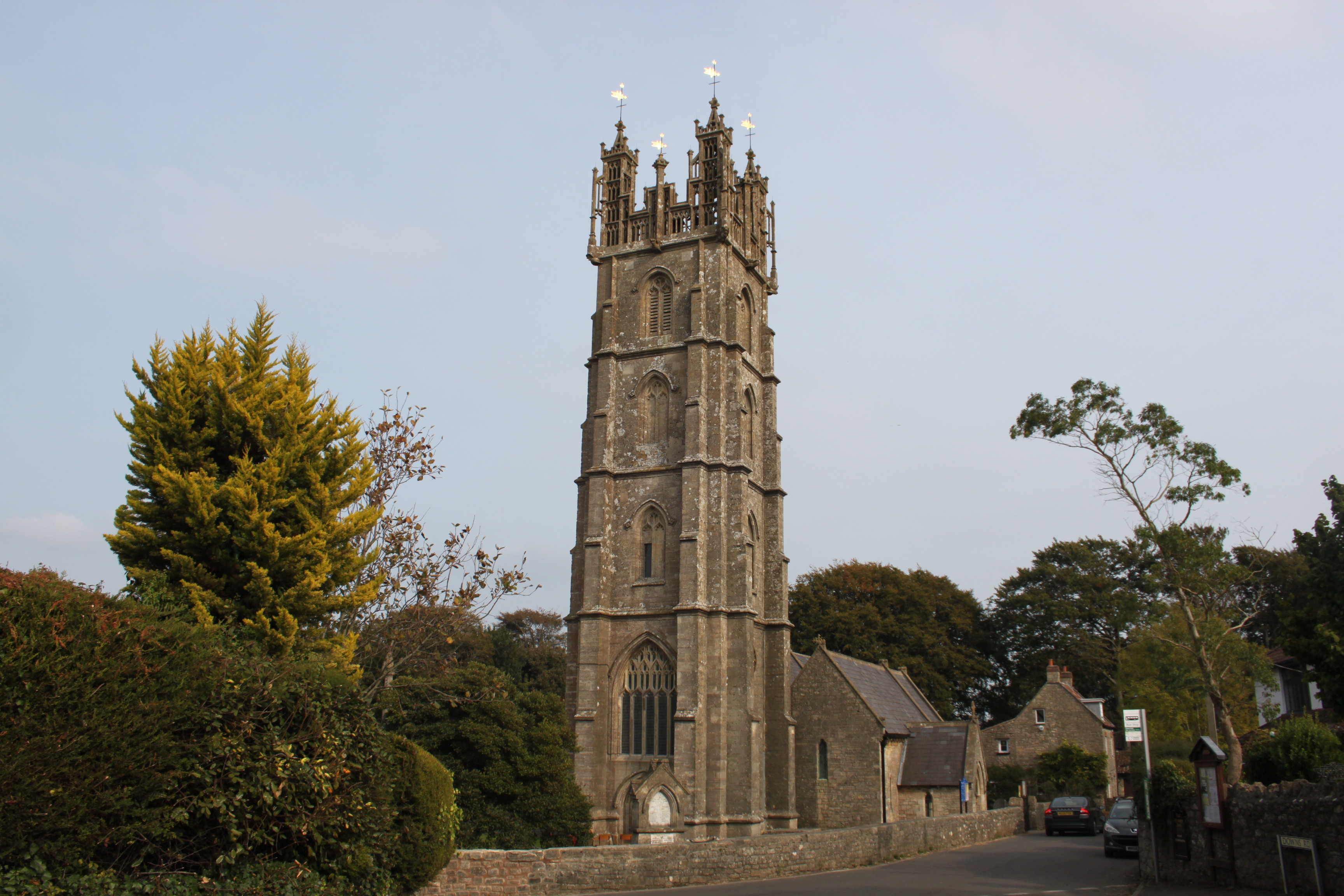
Kerk St. Michael